# Chợ Suam
Chợ Suam (수암상가시장; Chợ Trung tâm Suam) là chợ đường phố truyền thống ở Nam-gu, Ulsan, Hàn Quốc. Được thành lập vào đầu những năm 1970, ngày nay chợ có hơn 120 cửa hàng bán trái cây, rau, thịt, cá, bánh mì, quần áo và các mặt hàng y học cổ truyền Hàn Quốc. Chợ cũng  có nhiều nhà hàng nhỏ và các quầy bán thức ăn đường phố. Chợ chỉ cách siêu thị Homeplus khoảng 100 mét và do đó giá cả trong chợ phải cạnh tranh để duy trì hoạt động kinh doanh ổn định.